# الظبرية (الملاح)

تعديل مصدري - تعديل

الظبرية هي إحدى قرى عزلة الملاح بمديرية الملاح التابعة لمحافظة لحج، بلغ تعداد سكانها 69 نسمة حسب تعداد اليمن لعام 2004.